# Prime famiglie della Virginia

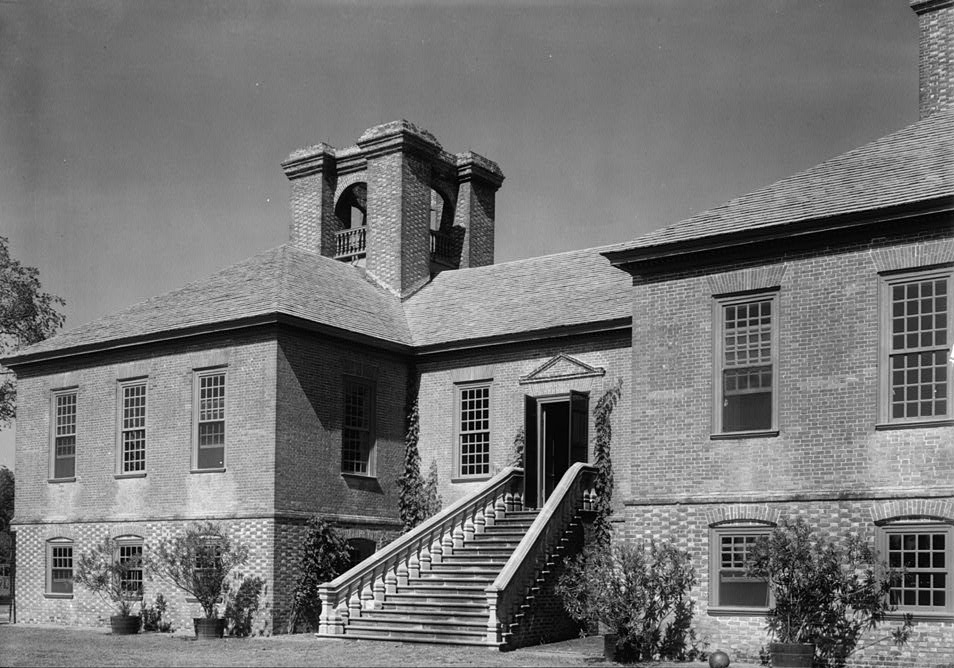
Veduta della facciata principale di, Stratford Hall, nella contea di Westermoreland, casa ancestrale della famiglia Lee in Virginia. Assieme ai Byrd, ai Carter, ai Washington e ad altre poche famiglie, la famiglia Lee fu il cuore dell'aristocrazia della Virginia per secoli.

Col termine di prime famiglie della Virginia (in inglese: First Families of Virginia, abbreviato talvolta in FFV) si definiscono quelle famiglie della Virginia coloniale che erano importanti a livello sociale e per ricchezza, ma non necessariamente i primi insediatisi nell'area. Discendevano tutte dai coloni inglesi giunti per primi a Jamestown, Williamsburg, The Northern Neck e negli insediamenti lungo il James River e altri corsi navigabili della Virginia nel corso del XVII secolo. Queste famiglie elitarie generalmente tendevano a sposarsi all'interno della medesima classe sociale e per questo, per diverse generazioni, in particolare nel periodo coloniale, i cognomi ricorrenti dei personaggi famosi furono sempre i medesimi.
La Rivoluzione americana tagliò ogni legame con la Gran Bretagna, ma non le proprie tradizioni sociali. Mentre alcune tra le prime famiglie rimasero fedeli alla Gran Bretagna, altre furono whig ("patriote") che non solo appoggiarono ma guidarono anche la rivoluzione. Gran parte delle Prime Famiglie rimasero in Virginia, dove si arricchirono con piantagioni di tabacco e cotone, nonché col commercio degli schiavi. Molti giovani di queste stesse famiglie, invece, si spostarono poi anche altrove. La Guerra civile americana devastò l'economia della Virginia ed emancipò tutti gli schiavi statunitensi senza alcuna compensazione per i loro ex padroni. I planters e i piccoli agricoltori ne rimasero fortemente colpiti, ma in generale le Prime Famiglie, sebbene più povere di prima, mantennero la loro leadership politica e sociale. Disse Marshall Fishwick negli anni '50 del Novecento: "il vecchio tempo dell'aristocrazia è finito, affondato con la decadenza degli scrittori del sud." Molti ex proprietari di piantagioni si modernizzarono, amalgamandosi con i ricchi Yankees, continuando a mantenere una società prettamente rurale.

## Storia

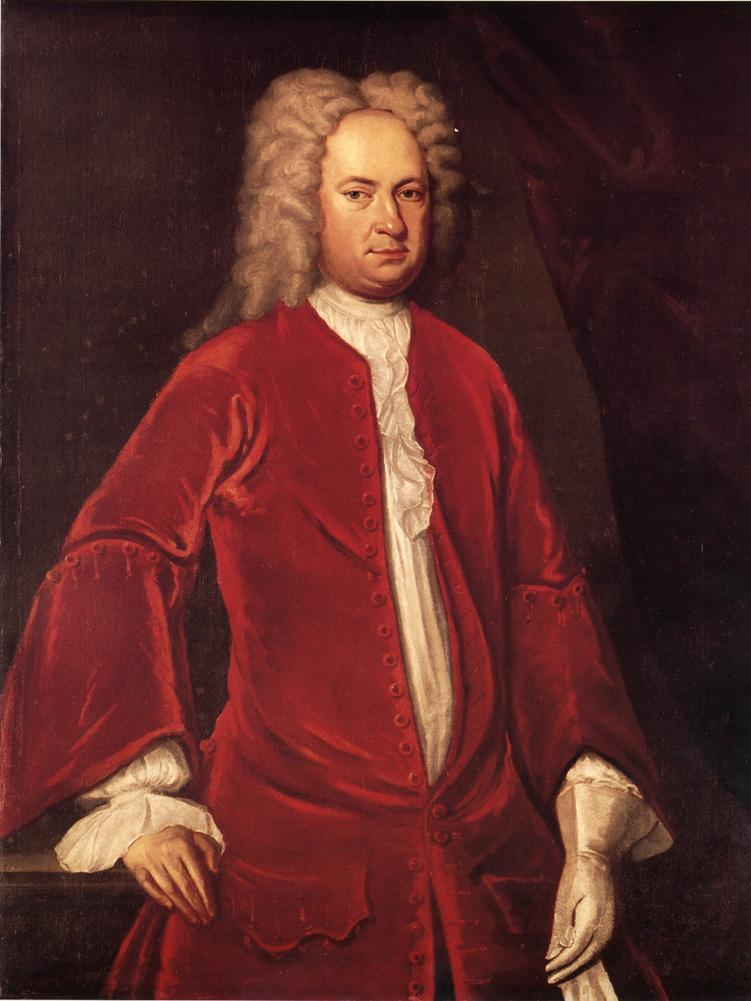
Mann Page II di Rosewell, dipinto da Charles Bridges. La piantagione di Rosewell era definita all'epoca come una delle migliori piantagioni dell'America coloniale, costruita con mattoni appositamente trasportati dall'Inghilterra.

I coloni inglesi che costituirono le Prime Famiglie della Virginia, emigrarono verso la Colonia della Virginia dalla madrepatria. Prevalentemente le migrazioni si concentrarono a Jamestown nel periodo della guerra civile inglese o nell'Interregno inglese (1642–1660). Alcuni realisti lasciarono l'Inghilterra all'ascesa al potere di Oliver Cromwell e del suo parlamento. Dal momento che la maggior parte delle famiglie dominanti in Virginia riconobbero Carlo II come sovrano dopo l'esecuzione di Carlo I nel 1649, e nel contempo Carlo II riteneva la Virginia quale suo "Old Dominion" – soprannome con cui lo stato è noto ancora oggi. L'affinità con molti aristocratici della Virginia alla Corona britannica portò alla loro definizione come "Cavaliers afflitti". Molti Cavaliers che avevano servito sotto Carlo I, infatti, si portarono in Virginia, al punto che lo stato divenne noto come la "Cavalier Country". Molti ottennero poi ricompense e riconoscimenti da Carlo II, ma quanti si erano già insediati in Virginia preferirono rimanere nel Nuovo Mondo.
Molti di coloro che si erano insediati in Virginia venivano chiamati "Second Sons" (secondogeniti). La primogenitura infatti favoriva i primogeniti nell'ereditare terre e titoli in Inghilterra e pertanto i secondi e terzogeniti trovarono la loro fortuna nelle colonie, oppure entrando nell'esercito o nel clero locali. L'élite della Virginia dunque riuscì ad evolversi dalla gentry inglese ereditando proprie terre.
In alcuni casi, i legami presenti in madrepatria tra le famiglie dell'aristocrazia, si riproposero anche nelle colonie e anzi vennero rafforzati da ulteriori matrimoni. Ad esempio, vi erano legami ancestrali tra la famiglia Spencer del Bedfordshire e la famiglia Washington, continuarono anche nelle colonie quando entrambe le famiglie si interessarono alla coltivazione delle piantagioni. Questi legami erano comuni tra le prime famiglie di coloni in Virginia, il che consentiva loro di mantenere legami sia con la madrepatria sia con chi contava nel Nuovo Mondo.
Un lavoro certosino lo condussero i coloni anche nel campo dell'amministrazione delle colonie tramite l'aristocrazia dei planters. Lo storico inglese John Keegan scriveva: "Negli anni '60 del Seicento gli uomini che sedevano nel Consiglio della Virginia erano tutti provenienti da cinque famiglie imparentate tra loro. Al 1775 ogni membro del consiglio discendeva da uno di coloro che sedevano nel medesimo consiglio nel 1660."
I legami tra le famiglie della Virginia si basavano sul matrimonio. In epoca pre-rivoluzionaria l'economia dipendeva dalla produzione di tabacco e di altre colture locali, che i planters controllavano con grande facilità. L'economia della Virginia era basata sul lavoro degli schiavi e pertanto divenne una società schiavista. L'aristocrazia locale poteva così continuare a mantenere le redini del potere politico, che passava di famiglia in famiglia.

## Pocahontas

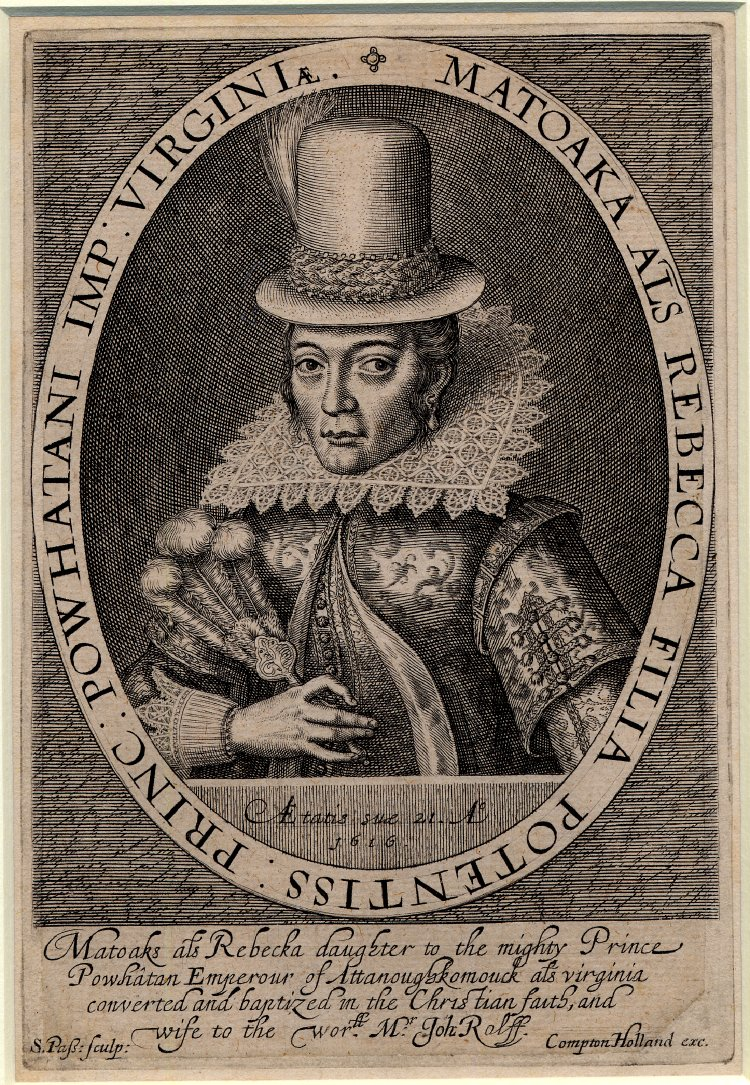
Pocahontas in un ritratto di Simon de Passe

Molte delle Prime Famiglie della Virginia potevano far risalire le loro origini alla mitica figura di Pocahontas (1595–1617), una nativa americana che era figlia minore di Nonoma Winanuske Matatiske e del capo Powhatan, fondatore della Confederazione Powhatan. Secondo le tradizioni Mattaponi e Patawomeck, Pocahontas era stata in precedenza sposata ad un weroance di etnia Patawomeck, Kocoum, che venne però ucciso da un inglese quando Samuel Argall la rapì il 13 aprile 1613. Educata tra gli inglesi della Virginia e convertita al cristianesimo durante la sua prigionia ad Henricus, Pocahontas sposò il colono John Rolfe nella chiesa di Jamestown il 5 aprile 1614. Rolfe era divenuto molto ricco con l'esportazione dei cash crop dalla colonia con nuove varietà di tabacco. Il loro unico figlio, Thomas Rolfe, nato il 30 gennaio 1615, si sposò ed ebbe dei figli: i suoi discendenti si sposarono con altri membri delle famiglie dell'élite locale.
Pocahontas fu molto celebrata a Londra dove venne accolta con una grande cerimonia alla Corte Reale. Morì giovane ma divenne una leggenda come prima donna indiana della Virginia a divenire cristiana, sposando un inglese e avendone un figlio. Ella divenne un simbolo importante delle relazioni amichevoli tra inglesi ed indiani d'America nella colonia di Jamestown, al punto che la sua vicenda personale venne mitizzata come parte della storia americana.

## L'organizzazione delle Prime Famiglie della Virginia
Nel 1887, durante l'era della ricostruzione dopo la guerra civile americana, il governatore della Virginia, Wyndham Robertson, scrisse la prima storia di Pocahontas e dei suoi discendenti, delineando così gli antenati delle principali Prime Famiglie della Virginia tra cui i Bollings, i Clements, i Whittles, i Blands, gli Skipwiths, i Flemings, i Catletts, i Gays, i Jordans, i Randolphs, i Tazewells e molti altri.
Le famiglie spesso utilizzavano dei soprannomi derivati da dei nomi indiani che ricordavano le loro antiche discendenze: ad esempio il tenente colonnello Powhatan Bolling Whittle del 38th Virginia Infantry dell'Esercito Confederato fu zio di Matoaka Whittle Sims.
Nel 1907 si tenne l'Esposizione di Jamestown presso Norfolk per celebrare il trecentesimo arrivo dei primi coloni in America e la fondazione di Jamestown. La Preservation Virginia, formalmente nota come "Association for the Preservation of Virginia Antiquities", venne fondata a Williamsburg nel 1889 per conservare la memoria della storia della Virginia. Nel XX secolo, la Preservation Virginia enfatizzò il patriottismo tramite i padri fondatori che giunsero in Virginia.
Lila Hardaway Meade Valentine (1865–1921) proveniva da una delle Prime Famiglie che persero gran parte delle loro sostanze durante la guerra civile americana. Studentessa autodidatta, divenne leader della riforma dell'educazione a Richmond. Fu lei ad organizzare la Richmond Education Association, come scuola di formazione per i docenti. Promosse anche l'organizzazione della Instructive Visiting Nurses' Association, senza riguardo alcuno per la razza di provenienza. Dopo il 1900 fu capo del movimento delle suffragette americane.

## Famiglie notabili
Tra le famiglie notabili più importanti della Virginia ricordiamo: 
- Allerton[1][14]
- Archer[15]
- Baskerville[15]
- Berkeley[1][15]
- Beverley[1]
- Billingsley
- Blair[1][15]
- Bland[1][15][16]
- Bolling[15]
- Branch[15]
- Braxton[15][16]
- Browne[15][1]
- Buckner[15][16]
- Burwell[1][15]
- Byrd[1][15][16]
- Carter[1][15][16]
- Cary[1][15]
- Chiles
- Dudley
- Eldridge
- Fairfax[1][15]
- Fitzhugh[1][15][16]
- Gooch[1]
- Graves[15]
- Harrison[1][15][16]
- Hopkins[15]
- Jefferson[15]
- Jenings[1]
- Lee[1][15][16]
- Mathews[1]
- Nash[15]
- Nelson[1][15][16]
- Page[1][15]
- Payne[17]
- Randolph[1][15][16]
- Robinson[1][15][18]
- Rolfe
- Saunders[15]
- Selden
- Sharp
- Spencer[15]
- Stith[15]
- Taliaferro[15]
- Tayloe[1][15]
- Taylor[15]
- Waller[15]
- Warner[1]
- Washington[15][16]
- West[1][15]